# 管元耀
管元耀（?—?），字慎之，號振志。海寧（今属浙江）人。
管庭芬之族曾孫，管鸿词次子。博览群书，喜湖光山色，兼好辑传记志乘。因熟悉鄉里掌故，编纂《海昌胜迹志》八卷，有马汤楹、程宗伊、钱剑虹等人作序。另编有《渟溪备考》、《海昌胜迹志》等书。有子管大雄。